# No soy de aquí ni soy de allá
«No soy de aquí ni soy de allá» es una canción compuesta por el cantautor argentino Facundo Cabral en 1970.
Esta canción puso a Facundo Cabral en el mapa musical internacional y en poco tiempo se convirtió en su tema característico. La canción fue modificada por Alberto Cortez en una versión posterior. Debido a su gran éxito, la canción fue objeto de múltiples versiones posteriores, en diversos géneros musicales, en la voz de otros artistas de gran relevancia, tales como Jorge Cafrune, Libertad Lamarque, Chavela Vargas, Tania Libertad y Julio Iglesias, entre otros.

## Historia
Facundo Cabral se presentó en Uruguay junto a Jorge Cafrune y, después de la función, se fueron a tomar unos tragos; estaban tristes por haber tenido que dejar Argentina sin fecha fija para regresar. Tiempo atrás Cafrune le había pedido a Cabral que le compusiera un tema y la promesa no se cumplía; esa noche volvió a pedirle el tema y Cabral agarró la guitarra e improvisó "No soy de aquí, ni soy de allá".